# Woimbey
 Woimbey  là một xã thuộc the tỉnh Meuse trong vùng Grand Est đông bắc nước Pháp. Xã này nằm ở khu vực có độ cao trung bình 220 mét trên mực nước biển. Dân số theo điều tra năm 1999 của INSEE là 106 người. Diện tích là 15,3 km2.